# Kříž v Borohrádku
Kříž se nalézá na křižovatce Havlíčkovy a Tyršovy ulice v městečku Borohrádek v okrese Rychnov nad Kněžnou.

## Dějiny
Krucifix pocházející ze sochařské dílny sochařů Mielnických z Vamberka je datován chronogramem v nápisu do roku 1825.

## Popis
Na hranolovém soklu je umístěn pilíř s volutovými křídly zakončený prohnutou římsou, na které je umístěn sokl v podobě skály s lebkou a hadem. Na skále stojí na menším soklíku kříž s korpusem Krista oděného pouze do bederní roušky. Na přední straně pilíře je umístěna reliéfní kartuš s nápisem: Ó WY WSICKNI, / KTEŘÍŽ JDETE / OKOLO, POZORUJTE, / JESTLI BOLEST, / JAKO BOLEST MÁ. / IER. 1. 12. /

## Galerie

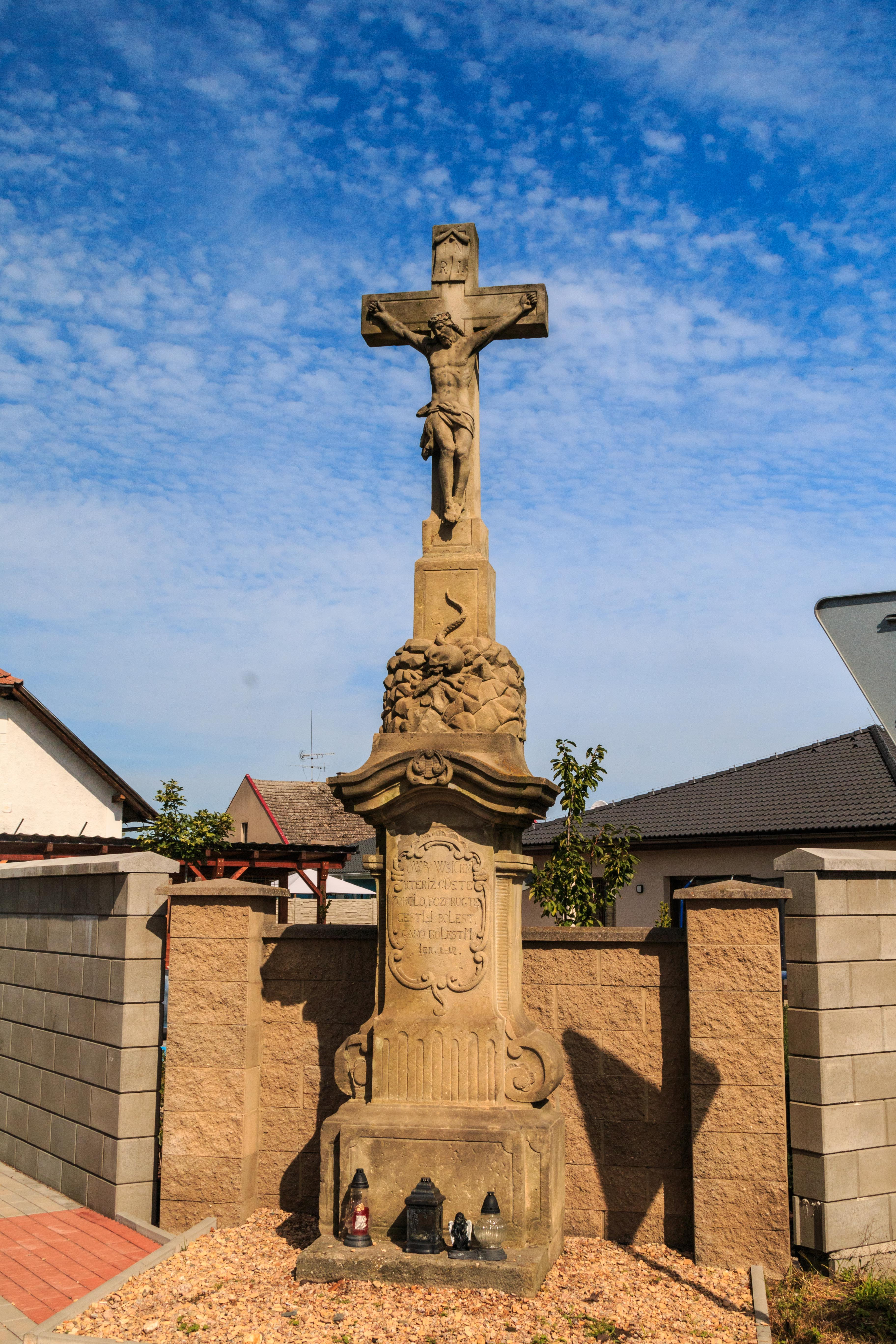
Kříž v Borohrádku
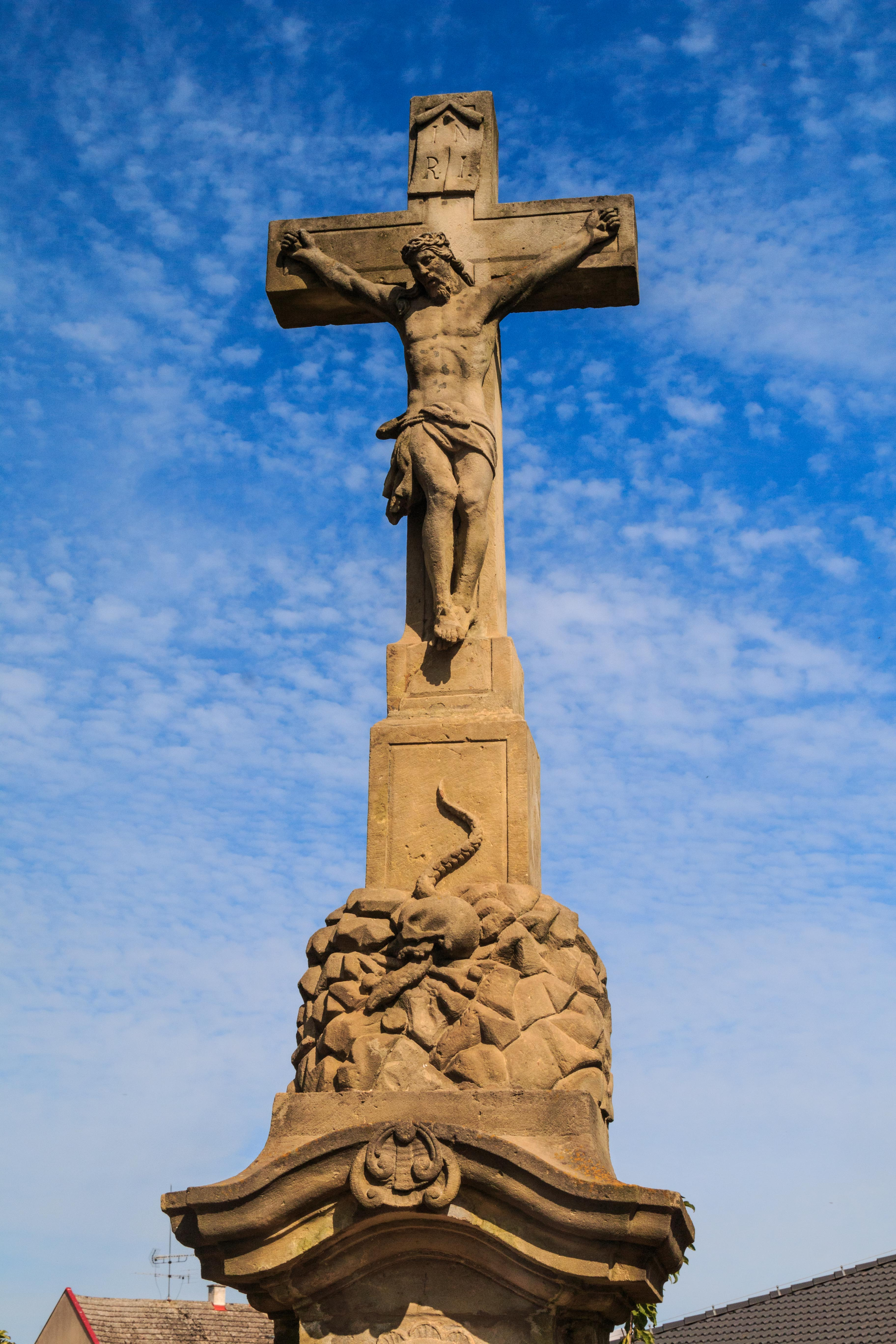
Kříž v Borohrádku